# Rhagodes nicotrae
Espèce
Rhagodes nicotrae est une espèce de solifuges de la famille des Rhagodidae.

## Distribution
Cette espèce est endémique de Somalie. Elle se rencontre vers Mogadiscio.

## Publication originale
- Caporiacco, 1939 : Aracnidi di Mogadiscio. Memorie della Società Entomologica Italiana, vol. 17, p. 115–117.